# ليناردس
ليناردس (بالفرنسية: Linards)‏ هي بلدية في مقاطعة فيين العليا في منطقة أقطانية الجديدة غرب وسط فرنسا.